# Saint-Aubin-de-Locquenay
Saint-Aubin-de-Locquenay is een gemeente in het Franse departement Sarthe (regio Pays de la Loire) en telt 677 inwoners (2004). De plaats maakt deel uit van het arrondissement Mamers.

## Geografie
De oppervlakte van Saint-Aubin-de-Locquenay bedraagt 17,1 km², de bevolkingsdichtheid is 39,6 inwoners per km².
De onderstaande kaart toont de ligging van Saint-Aubin-de-Locquenay met de belangrijkste infrastructuur en aangrenzende gemeenten.

## Demografie
Onderstaande figuur toont het verloop van het inwonertal (bron: INSEE-tellingen).